# Escola SESI Reitor Miguel Calmon
A Escola SESI Reitor Miguel Calmon é uma escola que possui como mantenedora o Serviço Social da Indústria (SESI) e oferece turmas de educação de jovens e adultos, dos anos finais do ensino fundamental e de ensino médio localizada no bairro da Largo do Retiro, em Salvador, capital do estado brasileiro da Bahia.
Este estabelecimento de ensino vem se destacando na área de robótica e inovação com muitos de seus professores e alunos ganhando premiações na área de STEM.

## Infraestrutura escolar
A infraestrutura desta unidade escolar era composta por 28 salas de aula, salas de orientação educacional, de professores e da coordenação pedagógica, salas de órgãos administrativos (diretoria, secretaria, tesouraria e almoxarifado), auditório, sala de teatro, sala de dança, laboratórios de pesquisa, sala de música, sala de artes marciais, academia e cantina.
Além dessa estrutura básica, a Escola SESI conta com laboratórios de ciências, matemática, física, química, língua portuguesa, línguas estrangeiras e artes. Em 2017, a biblioteca da escola possuía 4.200 títulos que compunham 7.300 exemplares.

## Destaques na educação e premiações
A Escola SESI Reitor Miguel Calmon destaca-se em competições na área das STEM (Ciência, Tecnologia, Engenharia e Matemática), sendo reconhecida como uma Microsoft School e tendo recebido diversos prêmios em torneios de robótica:
Em outubro de 2020, seis alunos desta Escola SESI criaram um projeto de Inteligência Artificial aplicado a centros de compras que foi vencedor do "Desafio Agenda Bahia SESI Microsoft IA", competição realizada no estado da Bahia que envolveu 48 projetos, além de terem sido vencedores de um prêmio especial oferecido pela Microsoft: o curso AZ-900.
Em meados de 2022, uma das estudantes (Heloísa Souza) participou da Feira Brasileira Jovens Cientistas, edição do ano 2022, com o projeto "Appanc: desenvolvimento de um APP para difusão de informações sobre as PANCs", um aplicativo desenvolvido para difundir informações sobre as Plantas alimentícias não convencionais (PANCs) tendo obtido dois prêmios nesta mostra: "Destaque em Divulgação Científica" e "Protagonistas do Progresso Científico". Essa mesma estudante obteve a 2.ª posição na classificação geral da Feira Brasileira, na categoria Ciências Biológicas, enquanto sua professora (Karole Silva) foi beneficiada com o "Prêmio Educadores Transformadores". Desta Escola SESI, duas estudantes (Laryssa Nogueira e Náthally Carvalho) obtiveram o 1º lugar geral na modalidade Ciências Agrárias na mesma feira científica com o projeto "Cultivatec: Estufa automatizada para produção e cultivo de produtos orgânicos", além de conquistarem o "Prêmio de Excelência em Pesquisa".
Em novembro de 2022, o citado projeto "Appanc: desenvolvimento de um APP para difusão de informações sobre as PANCs" desenvolvido por estudante desta escola ficou em 3º lugar na 37ª Mostra de Ciência e Tecnologia (Mostratec) na área de Ciências Animais e de Plantas e ganhou, também, o "Prêmio Conselho Regional dos Técnicos Industriais da Bahia" do ano de 2022, o que lhe garantiu à estudante inventora participar no evento internacional International Science Engineering Fair (ISEF) do ano de 2023.
Em 2023, a escola SESI ganhou destaque novamente com a pesquisa científica intitulada “A precarização do trabalho no Porto das Sardinhas: os desafios enfrentados por mulheres/mães solo em ocupações insalubres na Baía de Itapagipe, Salvador–BA”, elaborada pelos alunos, Leonardo de Jesus Cruz de Sousa, Juan Júlio Nascimento de Andrade Teles, João Victor Santos, e Ana Luiza Alves de Cerqueira, com orientação de Anderson dos Santos Rodrigues. Este projeto foi um grande sucesso para a escola, sendo mencionado em mais de 15 veículos de imprensa e listado entre as 30 ideias mais inspiradoras do Brasil por jovens, segundo a Confederação Nacional da Indústria (CNI).
Além disso, o projeto recebeu grande reconhecimento através de sua parceria com o SENAI Cimatec, ADIMAX industrias para PET e a FIEB. Expandindo-se além de uma simples pesquisa, o projeto colaborou com o SENAI CIMATEC para encontrar uma solução para o resíduo gerado pelo processamento das sardinhas, que pode chegar a 10 toneladas diárias. O grupo desenvolveu uma farinha proteica que pode ser utilizada na indústria PET, para a composição de rações. Este resíduo apresenta potencial para a indústria cosmética, através de seu óleo, e para o setor de energia, através do biogás. O brilhante projeto desses estudantes se transformou em uma iniciativa social que atraiu números impressionantes em investimentos, visando utilizar os lucros deste sistema de reciclagem para apoiar o progresso socioeconômico dos mais de 30.000 habitantes da comunidade do Porto das Sardinhas.
Este projeto, afiliado ao grupo de pesquisa SMOTES (Sistema de Monitoramento do Tempo e Estudos Socioespaciais), alcançou destaque em diversas instâncias, inclusive sendo finalista na maior feira científica do país, a FEBRACE, onde competiu com mais de 6.000 outros projetos, e teve uma matéria de folha inteira nas 10 primeiras páginas da versão impressa do principal jornal do Norte-Nordeste do Brasil, o Jornal Correios.
O projeto também trouxe grande reconhecimento para o aluno Juan Teles, que recebeu inúmeras bolsas de estudos no exterior. Durante os últimos anos, Juan Teles conquistou diversos reconhecimentos para a escola, desde sua participação na Harvard Model United Nations (HarvardMUN) e na Oxford Model United Nations (OxfordMUN), até se tornar o primeiro afro-brasileiro a receber a bolsa “Diverse Voices Scholarship” pelo programa School of the New York Times. Por fim, Juan é atualmente um grande destaque do sistema educacional SESI e o primeiro afro-baiano a cursar graduação em Dartmouth College, nos Estados Unidos.
Prêmios de Robótica
- 1º Lugar no Torneio Nacional de F1 (2019)
- Participação no Torneio Internacional de F1 em Abu Dhabi (2019)
- Reconhecimentos no Torneio SESI de Robótica, Ciência e Tecnologia (2020)
- 2º Lugar no Torneio Nacional de F1 (2019)
- Prêmio Escrutínio (2019)
- Sete equipes finalistas no Torneio Nacional SESI (2019)

Prêmios de Pesquisa
- Infomatrix Continental Guadalajara (2021)
- ISEF - Feira Internacional de Ciências e Engenharia - 2021
  - Prêmio de Ciências Vegetais (2º lugar)
- 1º lugar em Ciências Agrárias no FEBRACE 2021
- 3º lugar em Ciências Humanas no FEBRACE 2021
- Prêmio Chico Rei - Meninas na Ciência
- FBJC 2020 - 2ª maior feira científica brasileira
- Prêmio de Sustentabilidade Zayed 2020 em Abu Dhabi, EAU
- MOSTRATEC 2019 - 3º lugar em Novo Hamburgo, RS
- EJC UFBA 2019 - 1º lugar em Salvador, BA
- MOSTRATEC 2017 - 2º lugar em Novo Hamburgo, RS
- EJC UFBA 2017 - 1º lugar em Salvador, BA
- ISEF 2018 - 3º lugar em Espectroscopia em Pittsburgh, EUA
- FEBRACE 2018 - 1º lugar em São Paulo, SP
- Desafio CO2 Akatu 2016 - 1º lugar em São Paulo, SP